# Onze-Lieve-Vrouwekerk (Zarlardinge)

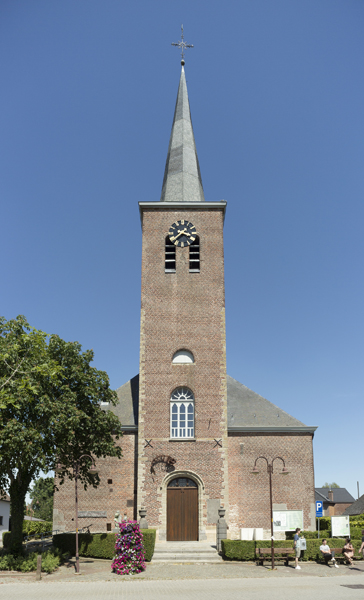
Onze-Lieve-Vrouwekerk

De Onze-Lieve-Vrouwekerk is de parochiekerk van de tot de Oost-Vlaamse gemeente Geraardsbergen behorende plaats Zarlardinge, gelegen aan het Zarlardingeplein.
Het betreft een neoclassicistisch kerkgebouw dat omstreeks 1850 werd gebouwd. Het is een driebeukige bakstenen kruiskerk met halfingebouwde westtoren en een driezijdig gesloten koor. De toren heeft drie geledingen en de toren heeft onderste geledingen in classicistische stijl en een bovestijl.nste geleding in neogotsche bovenste geleding.
Het interieur omvat een 16e-eeuws Sint-Antoniusbeeld en een arduinen doopvont van 1607. Het hoofdaltaar is neogotisch en de zijaltaren zijn in barokstijl. De lambrisering en de biechtstoelen zijn in rococostijl.